# Autoestrada Lagoa-Barra
A chamada Autoestrada Lagoa-Barra é uma via expressa do Rio de Janeiro, no Brasil. Sendo oficialmente denominada pela Prefeitura do Rio de Janeiro como Autoestrada Engenheiro Fernando Mac Dowell, formada por pista dupla e faixa dedicada para motos, tem seu trafego permitido para carros, ônibus e alguns tipos de caminhões limitados a determinada quantidade de eixos.
Se inicia na Avenida Padre Leonel Franca (Gávea) e termina na Avenida Ministro Ivan Lins (Barra da Tijuca), com extensão de 10,5 quilômetros, passando por um dos acessos a Favela da Rocinha e, também, transpõe os bairros Barra da Tijuca, Joá, São Conrado, Gávea e Lagoa.

## Aspectos gerais
Tida como uma das mais importantes obras executadas pelo então Departamento de Estradas de Rodagem do Estado da Guanabara (DER-GB), a inicialmente denominada Auto-Estrada Lagoa-Barra tem o Túnel do Joá como sendo o início de suas obras, em 1967, durante o governo de Negrão de Lima; todavia a execução dos trabalhos se estenderiam por vários anos e mandatos governamentais, sendo entregue inteiramente ao tráfego apenas no em 1982, em 22 de janeiro, já no governo de Chagas Freitas.

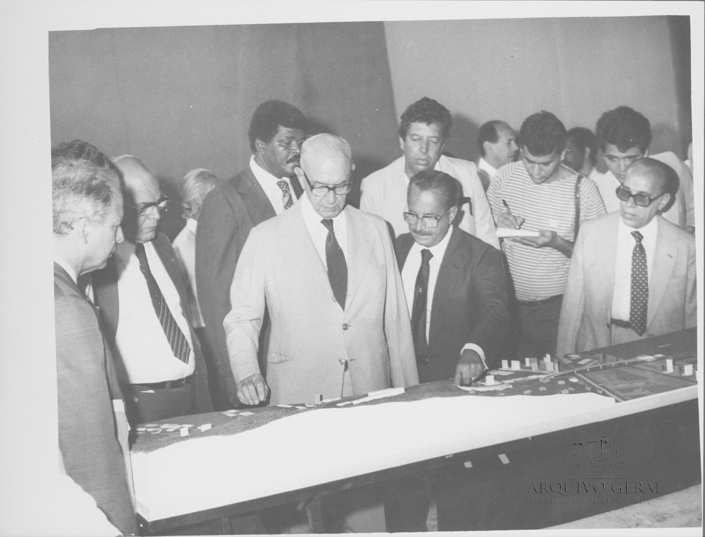
Governador Chagas Freitas analisa o projeto da Lagoa-Barra.

Quando foi inaugurada por Chagas Freitas, a autoestrada recebeu a denominação oficial de Avenida Francisco Negrão de Lima, permitindo a ligação direta do bairro da Barra da Tijuca até a Gávea; porém o trecho final, até a Lagoa, somente seria efetivado na década de 1990, com a sua integração com a Rua Mário Ribeiro.
Ainda na década de 1960, foi cogitado outro projeto complementar a Autoestrada Lagoa Barra, para viabilização do trânsito no bairro da Lagoa e demais bairros próximos, uma segunda via expressa, a Autoestrada Lagoa-Botafogo, ou também denominada Botafogo-Lagoa.

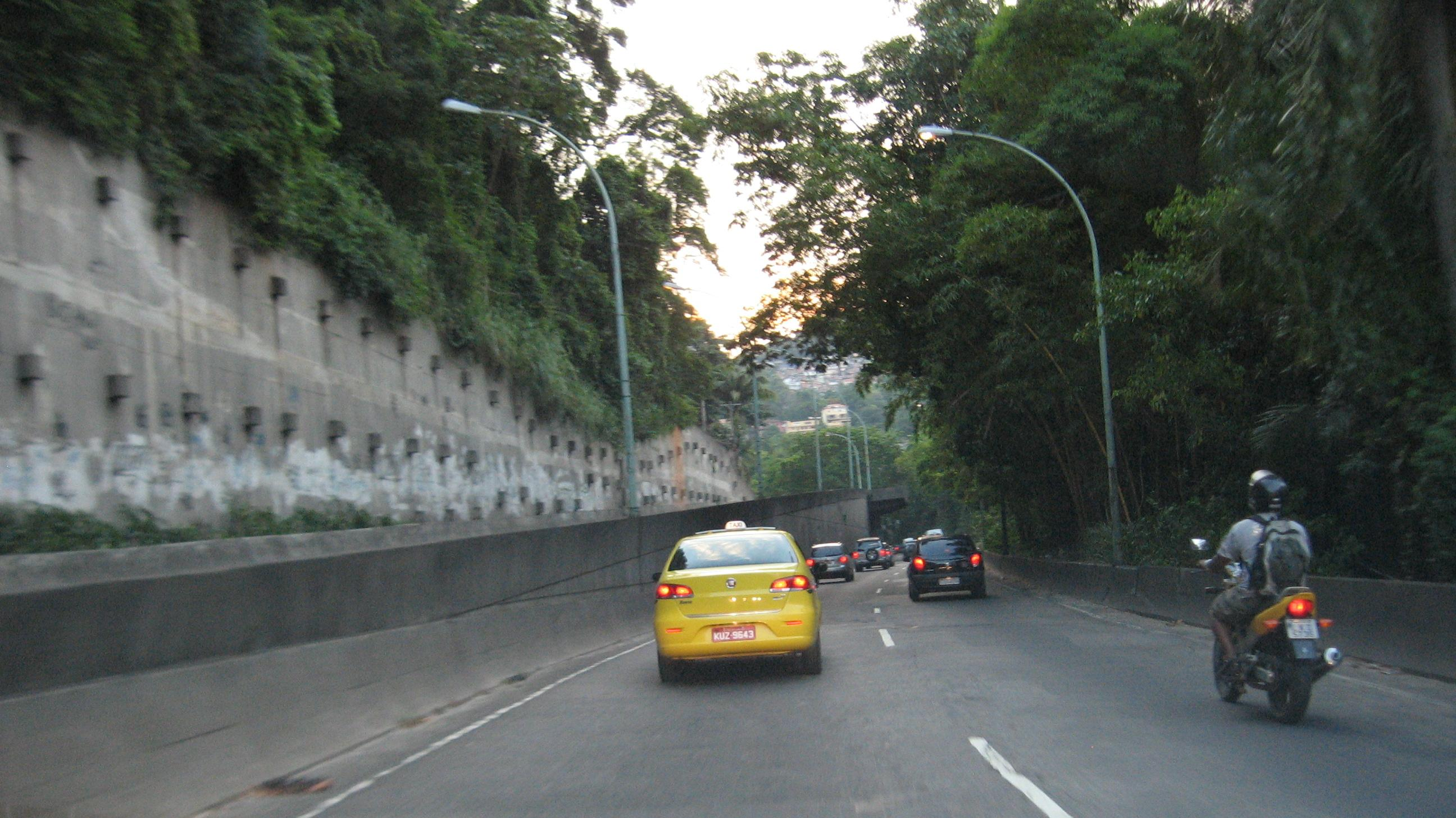
Autoestrada Lagoa-Barra no trecho entre a Gávea e São Conrado, em Janeiro de 2011.

Em 2018, o então prefeito do Rio de Janeiro, Marcelo Crivella, propôs alterar o nome oficial da via para Autoestrada Engenheiro Fernando Mac Dowell, como forma de homenagear o vice-prefeito eleito na sua chapa, que morreu naquele ano. Fernando Mac Dowell era especialista em transportes e participou de importantes obras de mobilidade na cidade e no país.
É a ligação entre o bairro Gávea (Zona Sul) e Barra da Tijuca (Zona Oeste), sendo composto por um complexo de túneis e viadutos, entre os quais o Elevado do Joá, o Túnel Zuzu Angel e o Túnel Acústico Rafael Mascarenhas. Seu fluxo diário somando ambos os sentidos é de 80 000 veículos.

## Bairros por onde passa
- Vidigal
- Gávea
- Joá
- Barra da Tijuca
- Rocinha
- São Conrado